# 洛林十字
洛林十字的特色為是它比一般十字於上部多一個小橫桿。
在Unicode中，洛林十字的符號為U+2628（☨）。

## 含義
該一小橫桿代表在耶穌被釘的十字架上原有寫上「INRI」四個拉丁字母的小木牌。「INRI」代表「Iesvs Nazarenvs Rex Ivdaeorvm」，即「拿撒勒人耶穌，猶太人的君王」。

## 在法国

二戰時夏爾·戴高樂所領導的法國流亡政府旗幟。採用了聖女貞德的洛林十字（Cross of Lorraine）作為象徵。

二戰時夏爾·戴高樂所領導的法國流亡政府旗幟。採用了聖女貞德的洛林十字（Cross of Lorraine）作為象徵。

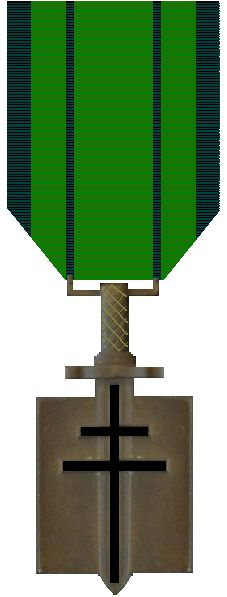
法国解放勋章

洛林十字被喻為「真正的十字」（crux vera），由1099年開始，由法國洛林公爵布永的戈弗雷所採用成為洛林家族的紋章，在第二次世界大戰時夏爾·戴高樂將軍更採用此十字作為法國抵抗運動的徽號，自由法國的象徵。香港聖貞德中學之徽號亦採用洛林十字。

## 防疫运动标志

双红十字防痨标志

1902年10月23日，在德国柏林召开的第4次国际结核病会议上，Sersiron医师提出采用“双红十字”（洛林十字）作为国际防痨运动标记的建议，参会者的一致同意。此后，双红十字标记的各种变体被世界各国抗结核病组织普遍采用为正式标记。1928年9月，在罗马举行的第6次结核病会议上，国际防痨联合会执行委员会决定对所有成员推荐采用Sersiron医师提议中描述的标准化双红十字式样。1938年起，中国开始使用双红十字国际防痨标记。1948年秋召开的中国防痨协会标记会议，采用了象征中国营造学民族风格的二端稍向上弯的双红十字标记。中华人民共和国成立后，1953年9月1日，在中国防痨协会召开的全国防痨工作者代表会议上，与会者又通过采用，并经中央人民政府内务部、卫生部批准，作为中国的防痨标志。曾在文化大革命中停止使用。1983年3月13日，中国防痨协会常务理事会决定中国防痨协会恢复使用双红十字防痨标志。1987年，中国防痨协会恢复为国际防痨联合会的成员。为了使中国防痨标记与国际上一致，恢复使用标准化双红十字的国际防痨标记。